# Топорка
Топорка — река в России, протекает в Угличском и Мышкинском районах Ярославской области; левый приток реки Катка.
Крупнейший приток — Чернавка (справа, около устья).
Сельские населённые пункты около реки: Угличский район — Черницыно; Мышкинский район — Дьяконовка, Нефино, Парфеново, Киндяково, Владышино, Николо-Топор; напротив устья — Хороброво.